# Ifjúsági lap
Az ifjúsági lap a serdültebb ifjúság, középiskolai tanulók és főiskolai hallgatók, ifjúsági szervezetek tagjai, munkás, földműves és értelmiségi fiatalok számára szerkesztett sajtótermék. Az iskolai kiadványként megjelenő diáklap és a főiskolás lap kategóriáitól abban különbözik, hogy míg ezeket maguk az olvasók, illetve azok képviselői szerkesztik és írják, az ifjúsági lapok szerkesztői s munkatársai elsősorban szakemberek, pedagógusok, az ifjúsághoz szóló, velük foglalkozó intézmények és szervezetek megbízottai.

## Ifjúsági lapok Erdélyben
Mivel az 1948-as tanügyi reform előtt a magyar anyanyelvű ifjúság nevelése és oktatása Romániában szinte kizárólag egyházi keretben történt, a nekik szánt sajtótermékek jelentős része is felekezeti támogatással jelent meg. A református jellegűek közül kiemelkedő az 1921 februárja és májusa közt Kolozsvárt Kecskeméthy István és Járosi Andor szerkesztette Fölfelé (Az erdélyi magyar ifjúság, diákság lapja), az önképzőköri diáklapból önállósult, Nagy Jenő, majd Illés Gyula szerkesztésében Kolozsvárt 1920–21-ben és 1922-ben megjelenő nyomtatott Remény (Szépirodalmi és tudományos ifjúsági folyóirat), valamint az 1923-tól 1944-ig Kolozsvárt megjelenő Ifjú Erdély. A katolikusok népszerű leánylapja volt a kolozsvári Erdélyi Magyar Lányok (1920–31) s a hosszabb életű Jóbarát "irodalmi és tudományos" folyóirat (1925–40). Az unitáriusok szerkesztették 1929 és 1936 között a Kévekötés c. ifjúsági lapot. Zsidó jellegű volt az 1922-ben néhány számot megjelentető Ifjú Kelet.
Átfogóbb jellegű, a felekezeti kereteken túllépő a Temesvárt, majd Kolozsvárt szerkesztett Ifjúság (1921–26) c. szépirodalmi és művészeti képes félhavi folyóirat és folytatása, a Véndiákok Lapja (Kolozsvár, 1926–28). A romániai új magyar főiskolás nemzedék lapjaként indult Kolozsvárt az Erdélyi Fiatalok (1930–40), de hovatovább kinőtt az ifjúsági keretek közül. Helyi igényeket elégített ki 1923 és 1927 között a Brassói Diákok c. sokszorosított lap.
A munkások legifjabb rétegéhez szólt az Ifjú Proletár (folyóirat,  1921) (Kolozsvár, 1921); az Erdélyi és Bánáti Ifjúmunkás Szövetség központi lapja, az Ifjú Gárda (Kolozsvár, 1922); továbbá az Ifjúmunkás, amely először 1922-ben Kolozsvárt, majd 1929–30-ban az Egységes Szakszervezetek mellett működő ifjúmunkás szekciók központi lapjaként Bukarestben jelent meg.
1944 után az RKP a romániai magyar fiatalok minden korosztálya számára létrehozott megfelelő ifjúsági sajtóorgánumot. Ezek közül az ifjúsági lap kategóriájának felel meg az alsó középiskolai osztályok, ill. általános iskolák tanulóihoz szóló, Bukarestben és Marosvásárhelyen szerkesztett Pionír (1950–52 és 1953–67), majd utóda, az 1967 óta megjelenő Jóbarát, valamint a hagyományos elődeit folytató új Ifjúmunkás 1948 és 1953 közötti első, majd 1957 óta második sorozata.